# Gennaro di Cola
Gennaro di Cola (1320 circa – 1370 circa) è stato un pittore italiano del Trecento attivo principalmente a Napoli.

## Biografia
Fu allievo di Simone Martini e, secondo quanto riferito, strinse amicizia con Giotto. Realizzò degli affreschi insieme al suo allievo Stefanone. I suoi affreschi delle scene testamentarie nella Chiesa di San Giovanni a Carbonara sono andati perduti. In Santa Maria della Pietà, dipinse la Mater Dolorosa con il corpo di Cristo. 